# Miss Caribe
Miss Caribe es una película española de comedia estrenada en 1988, escrita por
Carmen Rico-Godoy, Fernando Trueba y Fernando Colomo y dirigida por este último. Fue protagonizada en los papeles principales por Ana Belén, Santiago Ramos, Chus Lampreave y Juan Echanove.
Por su papel de Alejandra en la película, Ana Belén fue nominada en la tercera edición de los Premios Goya, en la categoría de mejor actriz principal, galardón que recayó finalmente en Carmen Maura por su papel de Pepa en Mujeres al borde de un ataque de nervios.

## Sinopsis
Alejandra, la recatada maestra de un pueblecito valenciano está a punto de casarse con Jesús, el boticario. Un día recibe la noticia de haber heredado de su padre un galeón pirata fondeado en aguas caribeñas llamado 'Miss Caribe'. Al llegar allí, Alejandra descubre con sorpresa que se trata, en realidad, de un burdel flotante regido por la Doña Petra. Tras una equívoca experiencia con un guía del lugar, Alejandra decide reconvertir el negocio, haciendo del barco un restaurante especializado en paellas valencianas.

## Reparto
- Ana Belén ... Alejandra
- Santiago Ramos ... Max
- Juan Echanove ... Jesús
- Chus Lampreave ... Doña Petra
- Mirtha Echarte ... Lupita
- Soledad Mallol ... Lili
- Elena Martín ... Betita
- Rodolfo De Alejandre ... Pollito
- Buffy Dee ... Rambo
- Robert Gwaltney ... Sunset
- Jorge Fegan ... Jefe Policía
- Jorge Zepeda ... Salvador
- Joaquín Climent ... Cartero